# Årsunda Viking
Årsunda Viking is een museum in het Zweedse Årsunda. Het museum bestaat uit een gereconstrueerde hoevedorp Årsjögård uit de tijd van de Vikingen. De eerste gebouwen werden opgetrokken in 1996. Het vikingmuseum omvat onder andere een langhuis en een smidse.  In de omgeving werd een Viking-grafveld (Söderby) teruggevonden met een 90-tal graven.